# Верхний Бурбук
Верхний Бурбук — деревня в Тулунском районе Иркутской области России. Входит в состав Нижнебурбукского муниципального образования.

## География
Находится примерно в 50 км к юго-западу от районного центра — города Тулун.

## Топонимика
Название Бурбук происходит от эвенкийского бурбуки, что на разных диалектах означает тетерев или же чирок-клоктун.

## История
Село было основано в конце XIX — начале XX века для размещения переселенцев из европейской части Российской империи.

## Население
| 2002 | 2010 | 2011 | 2012 |
| ---- | ---- | ---- | ---- |
| 101  | ↘89  | →89  | ↘84  |

По данным Всероссийской переписи населения 2010 года в деревне проживало 89 человек (47 мужчин и 42 женщины).